# TROS

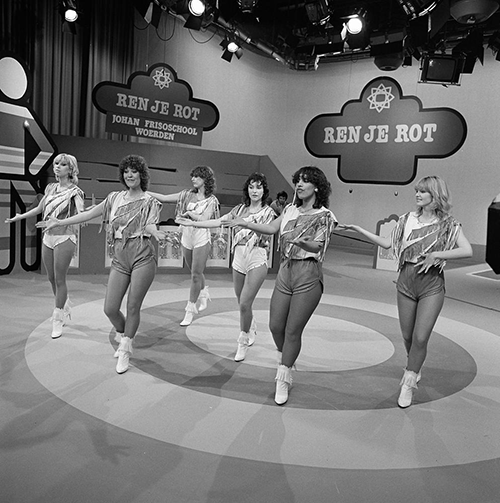
De Dolly Dots bij Ren je rot (1980)

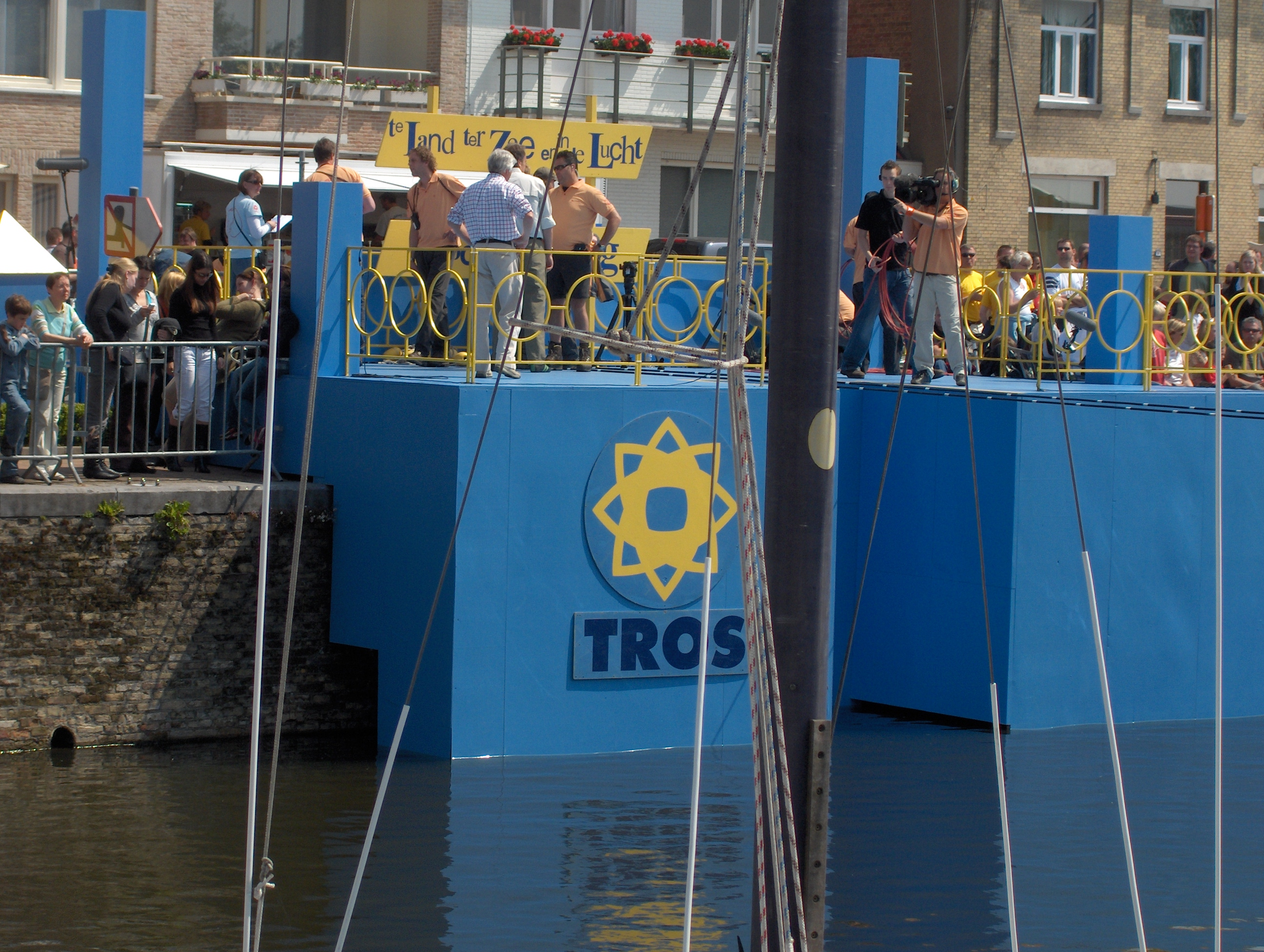
Te land, ter zee en in de lucht

De Omroepvereniging TROS was een Nederlandse omroep die deel uitmaakte van de publieke omroep. TROS was aanvankelijk een afkorting van Televisie & Radio Omroep Stichting, maar vanwege de regelgeving in het publieke bestel koos de omroep uiteindelijk de vereniging als rechtsvorm. Op 1 januari 2014 fuseerde de TROS met de AVRO tot AVROTROS. Sinds 7 september 2014 zenden alle programma's van beide omroepen uit onder de naam AVROTROS.

## Geschiedenis
De TROS werd opgericht op 4 november 1964 door mr. Henri Minderop als reactie op de invoering van de anti-REM-wet. Vanaf het REM-eiland had een piratenomroep, TV Noordzee, korte tijd televisieprogramma's uitgezonden van buiten de Nederlandse territoriale wateren. De overheid kon eerst niet optreden, maar maakte hier door deze speciale wet toch een eind aan. Maar vele kijkers misten de leuke programma's. De "erfgenamen" van het REM-eiland sprongen daarop in. Zij wisten in korte tijd van aspirant-omroep via de C-status in 1967 en de B-status per 1 oktober 1971 uit te groeien tot een A-omroep op 1 oktober 1974. Ze nam ook omroepsters van het REM-eiland over (onder anderen Mary Schuurman).
In het verzuilde omroepbestel, waarin de deelnemers alle in de jaren twintig waren ontstaan, was de komst van de TROS als een steen in de vijver. De nieuwe omroep ging niet uit van godsdienstige of politieke beginselen en wilde alleen de programma's brengen die de kijkers wilden zien.
De kijkers wilden vooral Amerikaanse series (De Man van Zes Miljoen, De Vrouw van Zes Miljoen, Falcon Crest, The A-Team) en luchtige programma's (Te Land, Ter Zee en in de Lucht, Op Volle Toeren, Bassie en Adriaan) zien, dat bleek al spoedig. En ook de oude omroepen gingen uit lijfsbehoud meer van zulke programma's uitzenden. Dit verschijnsel werd al snel vertrossing genoemd. Vooral in de jaren zeventig lag dit nogal onder vuur: sommigen vonden dat de oude omroepen niet moesten buigen voor een op plezier en gemak gerichte houding en "oppervlakkigheid" van de gemiddelde kijker en zich moesten (blijven) richten op educatie, cultuur, zingeving, met een politieke c.q. levensbeschouwelijke ondertoon. Dat paste immers bij hun oorsprong. De concurrentiestrijd was (behalve bij de Evangelische Omroep) echter sterker dan het principe.
De TROS stond in de jaren zeventig ook als "rechts" bekend. Dit kwam vooral door haar actualiteitenrubriek TROS Aktua met presentator Wibo van de Linde, die VVD-achtige standpunten in de ether bracht. Dat viel bij de grotendeels progressieve media niet goed, vooral toen bleek dat arbeiders -de traditionele achterban van de VARA- liever naar de ontspannende programma's van de TROS keken dan naar "hun" sociaaldemocratische omroep.
Ook op de radio deed de TROS het zeer goed. Op Hilversum 3 en later Radio 3 zond de TROS vanaf 3 oktober 1974 de hele dag op donderdag uit en dit was vanaf 3 oktober 1974 tot en met 28 november 1985 de best beluisterde dag op Hilversum 3 en vanaf 5 december 1985 ook op Radio 3, toen ook samen met de Veronica vrijdag de best beluisterde radio dagen van Nederland.
De Havermoutshow en vijftig pop of een envelop met dj Tom Mulder trokken vanaf mei 1979 tot en met juni 1988 gemiddeld 2,3 miljoen en respectievelijk meer dan 3,5 miljoen luisteraars. De Soulshow met dj Ferry Maat was vanaf 3 oktober 1974 tot en met 31 maart 1988 met gemiddeld meer dan 700.000 luisteraars, 14 jaar lang de best beluisterde koopavond. Ook de TROS Europarade, Polderpopparade, TROS Top 50 en vanaf 5 december 1985 de Nationale Hitparade, werden zeer dicht beluisterd.
Bekende TROS diskjockeys uit de jaren zeventig en jaren tachtig waren Hugo van Gelderen, Ad Roland, Peter van Dam, Wim van Putten, Kas van Iersel, Erik de Zwart, Karel van Cooten, Peter Teekamp, Rob van Someren, Daniel Dekker, Martijn Krabbé, Tom Mulder en Ferry Maat. Op de andere publieke zenders waren presentatoren zoals Wim Bosboom, Ellen Brusse, Ron Brandsteder en Gerard de Vries te horen.
Vanaf zondag 4 oktober 1992 zond de TROS uit op de nieuwe uitzenddag zondag op het vernieuwde Radio 3 en wegens het vertrek van Veronica uit het publieke bestel per 1 september 1995, verhuisde de vaste uitzenddag van de TROS per 2 september 1995 naar de zaterdag (De zinderende zaterdag). Dit duurde voort tot en met september 2003, toen er een nieuwe programmering in het weekeinde kwam op vanaf dan 3FM.
Eind jaren 1980 was TROS betrokken bij een mislukte eerste poging voor commerciële televisie in samenwerking met twee andere omroepen en vier uitgeversorganisaties onder de naam ATV/EPTV. TROS werkte in 1989 vervolgens samen met Joop van den Ende voor zijn zender TV10 die vanwege de Nederlandse regeling geen doorgang vond. 
In 2004 werd het 40-jarig jubileum gevierd. De TROS brengt twee televisiegidsen uit: TrosKompas en TV-krant.
Toen het huidige publiekeomroepbestel in 2004 onder vuur lag, dreigde de TROS commercieel te worden, met een Vlaamse partner (VTM), maar zag hier in december 2004 van af. In 2005 kwamen er echter nieuwe geruchten dat de TROS toch nog op zoek was naar een commercieel alternatief, nu met SBS Broadcasting, dat in Nederland de zenders SBS6, Net5 en Veronica exploiteert.
Op 6 mei 2011 werd bekend dat AVRO en TROS een fusie onderzoeken, dit naar aanleiding van kabinetsplannen om het aantal publieke omroepen te verminderen. Beide omroepbedrijven fuseerden uiteindelijk op 1 januari 2014, maar de losse merknamen bleven overeind. Nieuwe titels werden vanaf dat moment uitgebracht onder de merknaam AVROTROS. Na de feestelijkheden op zaterdag 6 september 2014 in het kader van '50 Jaar TROS', is de fusieomroep definitief verdergaan onder de nieuwe merknaam AVROTROS en verdwenen de logo's en afzonderlijke merknamen AVRO en TROS.

## Bestuurders
Oprichter was de Haagse advocaat en procureur mr. H.J. (Henri) Minderop. Hij benoemde Mr. J.M. (Joop) Landré tot Algemeen Directeur. Henri Minderop was bestuursvoorzitter tot 1994. Karel van Doodewaerd was daarna tot 16 november 2006 voorzitter, maar stapte op na slepende conflicten met het personeel. Deze conflicten ontstonden ook door een verschil van mening over de koers van de TROS en over het inhuren van 'onafhankelijke' buitenstaanders.

## Slagzinnen van de TROS
- Zij zijn groot en wij zijn klein. (Uitspraak met de stem van Calimero in de begintijd toen de TROS nog C-omroep was en nog moest groeien naar B- en A-omroep.)
- De TROS is er voor u.
- Het zijn de programma's die het hem doen.
- Je moet bij de TROS zijn.
- Doe mee met de makers, kom bij de TROS.
- De grootste familie van Nederland.
- De muzikaalste familie van Nederland.
- De vrolijkste familie van Nederland.
- Samen Thuis Samen TROS.

## Televisie

### Omroepers/omroepsters
op chronologische volgorde
| - Marianne Bierenbroodspot (1967-1969) - Mary Schuurman (1966-1977) - Monique van Erp (1972-1979) - Hein van Nievelt (1972-1980) - Ivo Niehe (1974-1975) - Willy Dobbe (1976) - Anneke Bakker (1978-1982) - Annet de Lange (1978) - Anita Rosenboom (1979) - Tineke Verburg (1979-1984) - Ellen Brusse (1980-1996) - Milika Peterzon (1984-1986) - Marlot Bloemhard (1984-1989) | - Han Tonnon (1984-1987) - Anouk Brandts (1986-1988) - Gabrina Kikkert (1986-1989) - Carin de Ronde (1988-1992) - Patricia Haye (1989-1994) - Barbara van Helsdingen (1990) - Gallyon van Vessem (1991-1995) - Şenay Özdemir (1993-1996, 1999-2000) - Thessa Lodewijks (1993-1998) - Susan Blokhuis (1995-1998) - Chimène van Oosterhout (1997-1998) - Jerusha Geelhoed (1997-2000) |

### Programma's
op alfabetische volgorde
(de programma's beginnend met TROS staan gerangschikt op hun eigen naam)
- 6Tien
- TROS Aktua (met onder anderen Wibo van de Linde)
- Ali B op volle toeren
- Alles of niets (kennisquiz met Bert de Vries en Wim Bosboom, 1974-1977 en 1988)
- TROS Amusementstheater (kluchten)
- André Rieu, soap
- André's Comedy Parade (met onder anderen André van Duin en Frans van Dusschoten)
- André van Duin op zijn best
- Animal Crackers (met André van Duin en Ferry de Groot)
- Bananasplit (Van 1983 tot 2004 met Ralph Inbar. Vanaf 2009 met Frans Bauer)
- Barbapapa
- Bassie en Adriaan
- Belfleur (met Wilbert Gieske en Nelleke van der Krogt)
- Beste Zangers (voorheen bekend als De beste zangers van Nederland)
- Binnenlandse zaken (televisiebewerking van het satirische radioprogramma met onder anderen Maarten Wansink, Sylvia Millecam en Driek van Wissen)
- BZN ontmoet...
- Dag dag heerlijke lach (met onder anderen André van Duin)
- Dat willen we even kwijt (column met Wim Bosboom)
- De A t/m Z-spelshow (met Linda de Mol)
- De bende van Sjako (met onder anderen Nick Geest en Tygo Gernandt)
- De Beslissers (met Michiel Bicker Caarten)
- De Billy Hotdog show (met Linda de Mol en Robbie Hahn als Billy Hotdog)
- De Eerste de Beste (met onder anderen Martin Rudelsheim)
- De Ep Oorklep Show (met onder anderen André van Duin en Frans van Dusschoten)
- De Fabriek (dramaserie met onder anderen Rudi Falkenhagen)
- De kleine zeemeermin
- De Leukste Thuis (met achtereenvolgens Linda de Mol en Ron Boszhard)
- De Nationale Postcode Jackpot (met Pernille La Lau en Reinout Oerlemans)
- De Ooievaarshow (met Léonie Sazias)
- De TV-dokter (met dokter Ferdinand Zwaan)
- Dik Voormekaar Show (met André van Duin en Ferry de Groot)
- Dit Was Het Nieuws (met Harm Edens)
- Dolly Dots (televisieserie met de Dolly Dots, Ton van Duinhoven en Sylvia de Leur)
- Dossier Verhulst (dramaserie met onder anderen Derek de Lint)
- Eén tegen 100 (quiz met Caroline Tensen)
- EenVandaag samen met de AVRO, tot 1995 met Veronica, tot 2004 met de EO. Voor 4 september 2006 heette het TweeVandaag.
- Ep Oorklepshow (met onder anderen André van Duin en Frans van Dusschoten)
- Eurovisiesongfestival
- Flikken Maastricht
- Flip Fluitketel Show (met onder anderen André van Duin en Frans van Dusschoten)
- Fort Alpha (dramaserie met onder anderen René van Asten, Ella van Drumpt, Tygo Gernandt)
- Hallo met de TROS (met Freek Simon en Marlot Bloemhart)
- Herenstraat 10 (dramaserie)
- Het andere net (satirisch programma met onder anderen Ron Brandsteder en Ivo Niehe)
- Het mooiste meisje van de klas
- Homerun (spelprogramma waarin kandidaten een huis konden winnen, 1997) (met Linda de Mol)
- Kids Top 20
- Kieskeurig (met Wim Bosboom, Hein van Nievelt en Mireille Bekooij)
- Kijk tv (met Wubbo Ockels)
- Kreatief met Karton (met Ellen Brusse)
- Lachen met de TROS (met Reinout Oerlemans)
- Linda (met Linda de Mol)
- Lingo (in de TROS periode met achtereenvolgens Nance Coolen en Lucille Werner)
- Love letters (spelprogramma met Linda de Mol)
- Medisch Centrum West (dramaserie)
- Miljoenenjacht (spelprogramma met Linda de Mol)
- Mini-playbackshow (1989), Henny Huisman
- Ministars (met Tom Mulder en later Martijn Krabbé)
- Moordspel (met Ron Brandsteder)
- Musti
- TROS Muziekfeest
- Nationaal Songfestival
- Oberon (2005) avonturenspel met Huub Stapel
- Oh zit dat zo (met onder anderen Ellen Brusse, Nada van Nie en wiskundige Jan van de Craats)
- Onderweg naar Morgen (soapserie met o.a. Pamela Teves en Frits Jansma)
- Ons kent Ons spelprogramma met Rob Out
- Opgelicht?!
- Op goed geluk met Carry Tefsen
- Op losse groeven, later Op volle toeren (met Chiel Montagne)
- Op Nieuwe toeren met Albert West
- Palingsoap
- Piramide (met Angela Esajas)
- Pluk de Dag met Ron Boszhard
- Popformule (met a.e.v. Erik de Zwart en Jeroen Soer, Linda de Mol en Martijn Krabbé)
- TROS Radar
- TROS RegelRecht
- Ren je Rot (met Martin Brozius en Lars Boom)
- Rick de Kikker (poppenserie van Joop Geesink)
- Rock Planet (met Ferry Maat)
- Rondje Ralph (met Ralph Inbar)
- Ron's Honeymoonquiz (met Ron Brandsteder)
- Rosco leest voor (van poppenspeler Ton Hasebos)
- Showbizzquiz (met Ron Brandsteder)
- Simonskoop met Simon van Collem
- Sofia het prinsesje
- Spangen (politieserie met in de hoofdrol Monique van de Ven & Linda de Mol)
- TROS Stedenspel
- Sterren.nl Top 20
- Suske en Wiske (poppenserie met stemmen van onder anderen Henk Molenberg en Trudy Libosan)
- Tax free (comedyserie met onder anderen Piet Bambergen en Rudi Falkenhagen)
- Te land, ter zee en in de lucht
- Teleraadsel (met Andreas van der Schaaf)
- Teletheatershow (met onder anderen André van Duin en Frans van Dusschoten)
- Te leuk om waar te zijn
- TV Masqué (met Ralph Inbar)
- TV Privé (met Henk van der Meijden)
- TV Show (met Ivo Niehe)
- Uit de wereld van Guy de Maupassant (dramaserie door Anton Quintana, 1977-1978)
- Verkeerd verbonden (comedyserie met o.a. Bert Kuizenga, Cees Geel, Mary-Lou van Stenis, etc.)
- Vermist
- Voor de verandering (met Jack van Gelder en Carlo Strijk)
- TROS Wanted (met Jack van Gelder en Mabel van den Dungen)
- Way of Life Show (spektakelshow vanuit de Efteling (1988) met Ron Brandsteder)
- Wondere wereld (met Chriet Titulaer)
- Wordt u al geholpen?, Comedyserie over het Londense warenhuis Grace Brothers
- Zappsport
- Zevensprong (spelprogramma met Willy Dobbe en Jan Theys)
- Zoovenirs

### Vlaamse televisieprogramma's
De meeste Vlaamse televisieprogramma's die door de TROS werden uitgezonden, zoals Samson & Gert, zijn geproduceerd door Studio 100. Programma's met een * hebben in Nederland een eigen versie.
op alfabetische volgorde
- Amika
- Big & Betsy
- Bumba
- De Wereld is Mooi*
- De Wereld van K3*
- Flikken
- Hallo België!
- Hallo K3!
- Kabouter Plop
- Mega Mindy
- Piet Piraat
- Samson & Gert
- Spoed
- Witse
- Wizzy en Woppy
- Zone Stad

## Radioprogramma's
op alfabetische volgorde
(de programma's beginnend met TROS staan gerangschikt op hun eigen naam)
Enkele programma's gingen mee naar de fusieomroep AVROTROS.
- Annemieke Hier! (NPO 3FM)
- Annemieke Plays (NPO 3FM)
- De Barbier van Hilversum (NPO Radio 4)
- Binnenlandse zaken (satirisch radioprogramma met onder anderen Ivo Niehe, Sylvia Millecam en Driek van Wissen)
- LP en CD-show (met Wim van Putten) (Hilversum 3, Radio 3)
- Dance Classics Party Request (NPO 3FM)
- Dancetrax (met Martijn Krabbé) (Radio 3)
- De radioshow van Bart (NPO 3FM)
- DierOpDrie (met Edwin Diergaarde, NPO 3FM)
- Dik Voormekaar Show (NPO 3FM)
- Een Goedemorgen Met... (NPO Radio 4)
- Een goedemorgen met Ron Brandsteder (met Ron Brandsteder) (Hilversum 1)
- TROS Europarade (met Ferry Maat en Ad Roland) (Hilversum 3, Radio 3)
- Gouden Uren (NPO Radio 2, Radio 3)
- Havermoutshow (met diverse presentatoren) (Hilversum 3, Radio 3)
- Hoorspelen, zie Lijst van Nederlandse hoorspelen
- Hugo van Gelderen Show (Hilversum 3)
- Klantenservice (met Freek Simon en Raya Lichansky) (Hilversum 2)
- Krieken met Adje (met Ad Roland) (Hilversum 1 en Radio 2)
- Maat in de morgen (met Ferry Maat) (Radio 2)
- Muziek aan tafel (NPO Radio 4)
- TROS Muziekcafé (NPO Radio 2)
- 3FM Mega Top 30 (NPO 3FM)
- Nachtwacht (met Klaas Vaak, Ron Brandsteder, Ferry Maat, Ad Roland, Wim van Putten, Jeroen Soer, Rob van Someren, Daniël Dekker, Eddy Willemsen, Martijn Krabbé, Peter Teekamp, Karel van Cooten, Hanno Dik, Alice Noot, Ilse de Graaf, Patrick Kicken en Thorvald de Geus) (Hilversum 3, Radio 3)
- Nationale Top 100 (met onder anderen Martijn Krabbé, Hanno Dik, Daniël Dekker en Peter Teekamp) (Radio 3)
- NL, met Edwin Diergaarde (NPO Radio 2)
- Nederlands hitwerk met onder anderen Peter Teekamp, Rob van Someren en Karel van Cooten (Radio 2)
- Nederlandstalige Top 10 (TROS), met Ad Roland (Radio 3)
- TROS Nieuwsshow (NPO Radio 1)
- TROS Perspectief met Freek Simon (NPO Radio 1)
- Polderpopparade met Ad Roland en Erik de Zwart) (Hilversum 3, Radio 3)
- Op verzoek (met Gerard de Vries) (Hilversum 3)
- Oud Plaatwerk (met Herman Emmink) (Radio 2)
- Poster (de geschiedenis van de popmuziek met Tom Mulder, Wim van Putten en Daniël Dekker) (Hilversum 3, Radio 3)
- Snotneus Ahoy (hoorspel voor kleuters met o.a. Hetty Heyting, Marnix Kappers en Burny Bos)
- Somertijd (zondagmiddagprogramma met Rob van Someren en Hanno Dik) (Radio 3)
- Soulshow (met Ferry Maat) (Hilversum 3, Radio 3)
- Nederlandse Top 40 (met Ferry Maat) (Hilversum 3)
- TROS Top 50 (met onder anderen Ferry Maat, Erik de Zwart en Kas van Iersel) (Hilversum 3)
- Van Rob Los (met Rob van Someren) (Radio 3)
- Vijftig pop of een envelop (met Tom Mulder, Wim van Putten en Karel van Cooten) (Hilversum 3, Radio 3)

## Beeldmerk

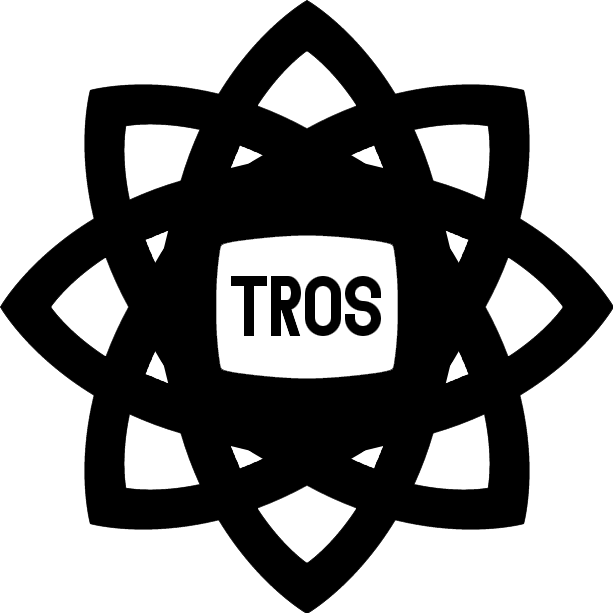
1964-1984
1984-1994
1994-2014